# Jafar Khan

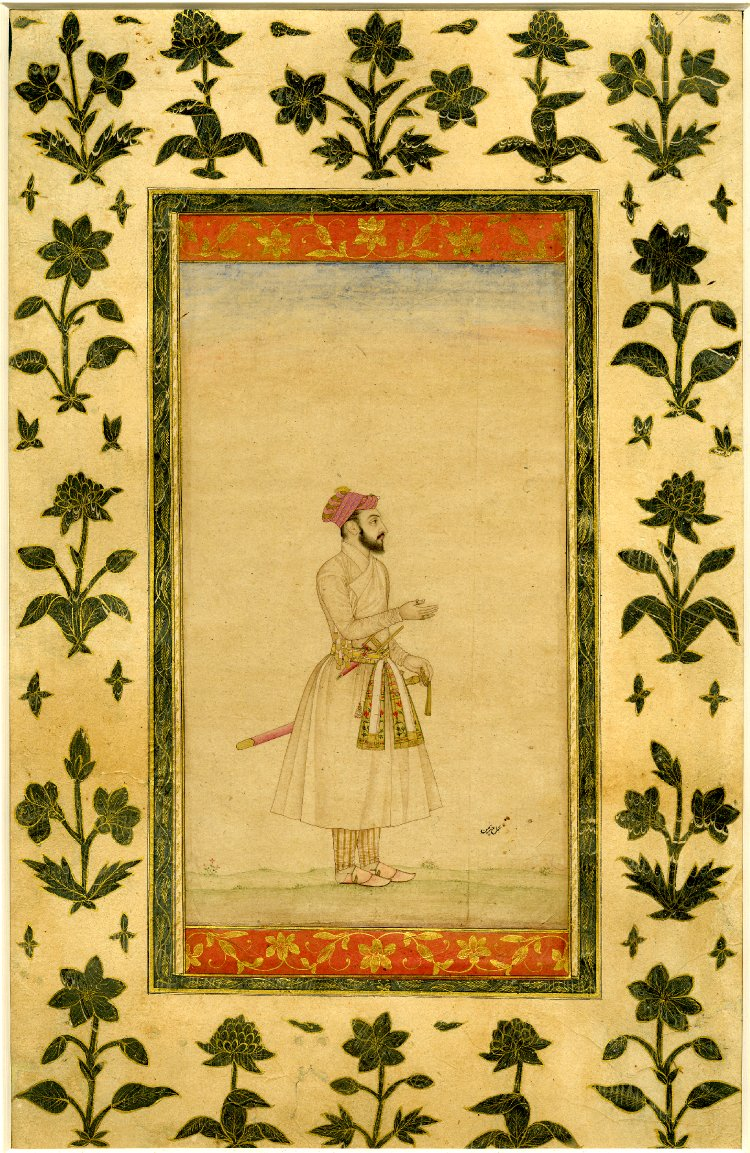
Jafar Khan

Jafar Khan Zand là một vị vua xứ Ba Tư - trị vì từ 18 tháng 2 năm 1785 tới 23 tháng 1 năm 1789. Ông là quốc vương thứ 7 của nhà Zand.
Sau khi cha của Jafar Khan là Sadiq Khan bị Ali Murad Khan hạ bệ, Jafar Khan quyết tâm trả thù cho phụ vương và vì vậy nên 4 năm sau đó ông lật đổ Ali Murad Khan. Jafar là một nhà chiến sự và đã đánh bại được Agha Mohammad Khan rất nhiều lần. Ông bị đầu độc sau khi ở ngôi được 3 năm và người thừa kế là Sayed Murad Khan.